# Aquarius – Theater des Todes
Aquarius – Theater des Todes ist ein italienischer Slasher-Film aus dem Jahre 1987 und der erste Film des italienischen Regisseurs Michele Soavi. Produziert wurde er von Joe D’Amato.

## Handlung
In einem Theater finden unter dem sehr fordernden Regisseur Peter Collins die Proben für ein Musical statt. Bald ist Premiere, noch klappt vieles nicht. Als Alicia sich den Knöchel verstaucht, sucht sie zusammen mit Betty ein Krankenhaus auf. In diesem befindet sich auch der Massenmörder Irving Wallace. Diesem gelingt es, seinen Pfleger zu töten und dann im Auto der beiden Tänzerinnen zum Theater zu kommen. Sein erstes Opfer ist dort Betty.
Nachdem die Polizei den Mord aufgenommen hat, lässt Peter den Schlüssel des Theaters verstecken: Er sieht perfekte Publicity für sein Stück; entsprechende Änderungen nimmt er vor. Während der weiteren Proben stirbt der Homosexuelle Brett, dessen Rolle Wallace einnimmt. Unbemerkt kann er somit einen gespielten Mord in die reale Tat umsetzen. Nun wollen die im Theater Verbliebenen doch fliehen – jedoch ist der Schlüssel verschwunden und Möglichkeiten zur Kontaktaufnahme nach außen gekappt.
Weitere Opfer sind der Produzent des Stückes, Ferrari, und Mark, der einen schrecklichen Tod durch eine Bohrmaschine erleidet. Peter verfolgt den Mörder und stellt ihn – erneut jedoch konnte der die Theaterleute narren. Auch das Liebespaar Sybil und Danny sterben. Die nur mehr verbliebenen Peter, Alicia und Laurel versuchen, in den Räumen des Theaters zu fliehen. Doch Wallace kann als nächstes Opfer Peter töten. Als wenig später nur noch Alicia übrig ist, findet sie in einer bizarren Szenerie auf der Bühne die arrangierten Leichen und Wallace in Eulenmaske wartend. Sie kann unter großen Mühen den Schlüssel des Theaters an sich bringen. Dadurch wird Wallace auf sie aufmerksam. Sie kann den Mörder in die Tiefe stoßen und anzünden.
Als Alicia am nächsten Tag zum Theater zurückkehrt, stellt sie fest, dass sich eine Leiche zu wenig dort befindet. Der plötzlich hinter ihr auftauchende Wallace wird von Hausmeister Willy erschossen.

## Kritiken
„Brutaler Psycho-Thriller, der das Entsetzen auf die Spitze treibt, dabei aber durchaus versiert die Klischees und Versatzstücke des Horrorkinos variiert.“

„Von roher Natur und überaus blutig, bietet der Film absolut nichts, von gelegentlichen Schreckensmomenten und den Auftritten des Wahnsinnigen abgesehen. Auch die sprachliche Grobheit überzeugt nicht.“

## Alternativtitel
Aquarius – Theater des Todes wurde in unterschiedlichen Ländern unter den folgenden Titeln veröffentlicht:
- Deliria (Italienischer Originaltitel)
- Aquarius – Theater des Todes (Deutscher Titel)
- Stage Fright (US-amerikanischer Titel)
- Bloody Bird (Deutscher DVD-Titel)[4]

## Fassungen

### Ungeschnittene Fassung
Die ungeschnittene Fassung von Aquarius – Theater des Todes hat eine Laufzeit von 90 Minuten. Alle weltweiten Veröffentlichungen des Films auf DVD enthalten diese Fassung, also auch die deutsche DVD. Jedoch war die ungeschnittene Fassung in Deutschland indiziert und hatte die Freigabe SPIO/JK Strafrechtlich unbedenklich. Im Juni 2013 wurde die Indizierung aufgehoben, eine Neuprüfung der FSK steht noch aus.

### Britische VHS-Fassung
Das Label Avatar veröffentlichte Aquarius – Theater des Todes zum ersten Mal im Vereinigten Königreich. Diese Fassung ist leicht geschnitten. Alle späteren VHS- und DVD-Veröffentlichungen enthielten die ungeschnittene Fassung.

### Deutsche VHS-Fassung
Die Fassung, die auf dem deutschen Video des Labels VPS enthalten war, ist weltweit die am stärksten geschnittene Version des Films. Obwohl alle Gewaltszenen aus dem Film entfernt wurden, bekam diese Fassung dennoch eine FSK-Freigabe an 18 Jahren.

## Hintergrund
- Aquarius – Theater des Todes war Michele Soavis erster Spielfilm als Regisseur. Zuvor arbeitete er als Regieassistent mit Joe D’Amato, Dario Argento und Lamberto Bava zusammen.
- Regisseur Soavi ist in einer Nebenrolle als junger Polizist im Streifenwagen zu sehen.
- Sheila Goldberg, die für die englische Synchronfassung verantwortlich zeichnete[9], spielt die Frau an der Rezeption in der psychiatrischen Klinik, die versucht Alicia und Betty abzuwimmeln.